# Valencia CF

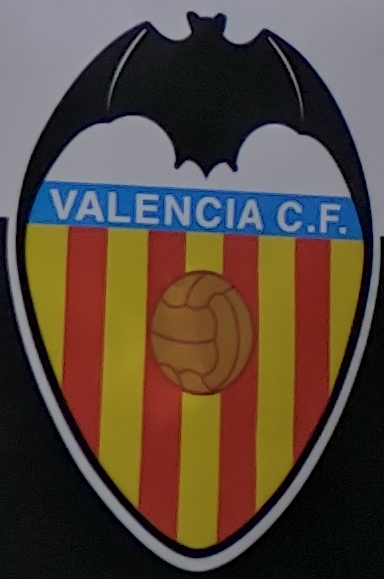
Logo Valencia CF

Valencia Club de Fútbol, S.A.D. (kortweg Valencia CF) is een Spaanse voetbalclub uit Valencia, opgericht op 18 maart 1919. De club speelt sinds 1988 terug in de La Liga, de hoogste voetbalklasse. De club behoort tot de meest succesvolle voetbalclubs van Spanje. Zijn wedstrijden speelt hij in het Estadio Mestalla stadion, waar 48.600 mensen plaats kunnen nemen. De kleuren van de Valencia zijn wit en zwart. Valencia CF won tot nu toe zes keer het kampioenschap van Spanje en acht keer de Copa del Rey, het bekerkampioenschap van Spanje.

## Logo
Het logo van Valencia CF bestaat uit de Senyera, de nationale vlag van de regio Valencia, en de vleermuis. De originele vlag, bestaande uit rood-gele strepen en een blauw vlak met een soort kroon, stamt uit vorige eeuwen toen Valencia nog een koninkrijk was en deel uitmaakte van het Koninkrijk Aragón. De vleermuis staat al eeuwen als symbool voor de stad Valencia, en is in het stadsembleem terug te vinden. De tweede club uit Valencia, Levante UD, heeft een bijna identiek logo met vleermuis en strepen, alleen is het geel verruild voor blauw.

## Clubkleuren
Valencia CF speelt sinds de oprichting in geheel witte tenues, overgenomen van Engelse handelaren die overkwamen via de vruchtenhandel. In de loop der jaren werd de witte broek vervangen door een zwarte broek. Als uittenue speelt Valencia over het algemeen in het oranje. Oranje is de toonaangevende kleur van de regio Valencia, en staat symbool voor de sinaasappel die een symbool is van de stad. In de geschiedenis is meerdere keren afgeweken van de oranje outfit; de  vlag van Valencia werd ook vaak verwerkt in het uittenue.

## Geschiedenis

### Oprichting
Valencia CF werd op 18 maart 1919 opgericht in de Torino Bar in Valencia. De eerste president en medeoprichter was Octavio Augusto Milego Díaz. De club speelde de eerste jaren in het Algiros stadion, maar verhuisde in 1923 naar het huidige Mestalla, toen nog met een capaciteit van 17.000 toeschouwers. Bij het begin van de landelijke competitie in 1928 werd Valencia ingedeeld in de Segunda Division van het Spaanse voetbal, waarin Valencia zijn eerste wedstrijd speelde op 17 februari 1929, met een 4-2-overwinning op Real Oviedo. In 1931 promoveerde de club naar het hoogste niveau, waar Valencia bleef spelen totdat in 1936 de Liga werd gestopt door de Spaanse Burgeroorlog. Mestalla werd in deze oorlog bijna geheel verwoest door bombardementen.

### Spaans succes
In de jaren 40, na het beëindigen van de Burgeroorlog, werd de Primera División weer gestart waar ook Valencia aan mocht deelnemen. Mestalla werd opnieuw ontworpen en gebouwd met een capaciteit van 22.000 toeschouwers in 1939. De eerste grote prijs liet niet lang op zich wachten, in 1941 won Valencia de Copa del Rey van Espanyol en eindigde Valencia 3e in de Liga. Het erop volgende seizoen werd een van de meest succesvolle seizoenen ooit voor Valencia. Voor de eerste keer werd Valencia kampioen van Spanje, met een record van 85 goals in 26 wedstrijden. Valencia-legende Mundo werd topscorer van Spanje met 27 doelpunten. Alleen Atlético Madrid wist te winnen in Mestalla, wat Mestalla een grote reputatie gaf. Na een minder jaar werd Valencia in 43-44 wederom kampioen van Spanje, en wist alleen FC Barcelona te winnen in Mestalla (3-4). De opvolgende jaren, '44, '45 en '46, was Valencia verliezend finalist in de Spaanse beker, alle verloren in het Montjuic Stadion te Barcelona. In 1946 wist Valencia wederom kampioen te worden van Spanje met Mundo weer als topscorer met 27 doelpunten, waarna de Valencianistas moesten wachten tot 1949 voordat Valencia weer een prijs, de Spaanse Copa, won.

### Luis Casanova-tijdperk
De jaren 50 waren niet zo succesvol als het decennium  ervoor. Valencia verloor de finale van de Copa del Rey in 1951 tegen Barcelona. In 1952 lukt het Valencia Mestalla (ook wel Valencia B) om promotie af te dwingen tot de hoogste divisie, maar dit werd tegengehouden door de bond. Daardoor kwamen er niet 2 Valencia-teams in de Primera División, tot groot ongenoegen van menig Valencianista. Op 20 juni 1954 lukt het Valencia weer om een prijs te pakken; ditmaal werd de Spaanse beker weer gewonnen ten koste van FC Barcelona (3-0), de wraak voor de verloren finale drie jaar eerder. Dit zou de afsluiting zijn van het glorieuze tijdperk onder Luis Casanova, de president die vanaf de begin jaren 40 de club leidde en in 1959 aftrad. Grote spelers in de jaren 50 bij Valencia waren Puchades, Socrates, Fuertes en Quique. Keeper Quique werd legendarisch door de foto na de finale van 1954, waar hij op de lat van zijn doel ging zitten, wat de superioriteit van Valencia verbeeldde. Een andere grote speler was de Nederlander Faas Wilkes, die met zijn dribbelkunsten Mestalla volop liet genieten. Mestalla werd tevens uitgebreid tot 45.000 toeschouwers en werd een van de beste stadions van Spanje. De jaren 50 werden dramatisch afgesloten, nadat in 1957 de stad overstroomde met als gevolg een grote sportieve en economische terugval voor de club.

### Europees succes
In 1961 kwam de Braziliaan Waldo naar Valencia CF, en werd een van de topscorers in de geschiedenis van los Ches (de vrienden). Zijn onhoudbare vrije trappen, schoten en spelplezier vervulde Mestalla met enorme vreugde voor het voetbal. Valencia CF begon haar Europese avontuur via de Jaarbeursstedenbeker, een voorloper van de UEFA Cup, spelend en winnend tegen teams als Nottingham Forest FC en SK Rapid Wenen. De Blanquinegras wonnen de Cup 2 keer, in 1962 en 1963, wat de eerste Europese titels voor de club betekende. Succes daarna bleef uit tot 1967 toen Valencia de Spaanse beker, toen nog Generalisimo Cup, won met sterspelers als Waldo en Claramunt.

### Di Stefano en Kempes
Na enkele mindere jaren, werd Valencia weer succesvol in de jaren 70. Alfredo Di Stéfano werd trainer van het eerste team en dat bracht hoop voor de Valencianistas. Hij vormde een nieuw team wat voor perfect countervoetbal zou zorgen. In 1971 won Valencia meteen weer het kampioenschap, mede dankzij een 0-2-overwinning op FC Barcelona in Camp Nou. Valencia won het kampioenschap dankzij een solide verdediging, die maar 19 doelpunten tegen kreeg met Abelardo als sluitpost. Na het kampioenschap moest Valencia in de Beker aan de bak, maar verloor de finale van FC Barcelona in een zinderende wedstrijd met 3-4. Grote namen als Johnny Rep kwamen naar Valencia, maar groot succes bleef uit. Na enkele Europese avonturen, een verloren bekerfinale en slechte resultaten kwam er in 1976 een verandering. Mario "el Matador" Kempes kwam naar Valencia en werd twee keer topscorer in Spanje, met 24 en 28 goals in resp. 1977 en 1978. De legendarische quote in Mestalla (ook wel Luis Casanova stadion genoemd in die dagen): "Don't say Kempes, say Goal!" werd in deze jaren veelvuldig geschreeuwd vanaf de tribunes en zijn statistieken zijn tot op vandaag alleen door David Villa geëvenaard. In 1979 won Valencia de Spaanse beker in Madrid door twee goals van Kempes, de absolute ster van Valencia CF en Argentinië. Een jaar later speelde Valencia tegen Arsenal FC in Brussel, voor de Europacup II. Na een 0-0 stand na verlengingen moesten strafschoppen de uitslag bepalen. Uiteindelijk won Valencia en mocht de grootste prijs in haar geschiedenis toegevoegd worden aan de prijzenkast. Tot op vandaag ziet Valencia 1980 nog altijd als meest succesvolle (internationale) seizoen.

### Degradatie
Na het succes van 1980, won Valencia het jaar daarop de Europese Supercup, wat in Valencia niet als belangrijke prijs werd gezien. Valencia verloor met 2-1 bij Nottingham Forest, maar won thuis met 1-0 en kreeg de prijs dus mee naar huis. Het jaar erop verloor Valencia haar grootste sterren, Morena en Kempes gingen beiden terug naar hun geboorteland, en lieten Valencia gehavend achter. Ondanks het aantrekken van Frank Arnesen en Roberto Fernandez kon Valencia niet het niveau bereiken van voorgaande jaren. Mede dankzij financiële problemen vielen de resultaten tegen en werd Valencia bijna gedegradeerd naar de Segunda División A in 1983. Dankzij een overwinning op Real Madrid en verliespartijen van concurrenten wist Valencia zich te handhaven, maar in 1986 moest Valencia na 55 jaar op het hoogste niveau toch naar de tweede divisie. Met een schuld van 2 miljard peseta's en tegenvallende prestaties was dit hét dieptepunt uit de geschiedenis van Los Ches. De degradatie betekende voor Valencia een harde klap, maar tevens een ommekeer in de geschiedenis. Door interne reorganisaties en hernieuwde hoop promoveerde Valencia in het jaar 1987 terug naar de Primera División. Mede dankzij de onvoorwaardelijke steun van de alsmaar groeiende supportersgroepen werd Valencia kampioen in de 2e divisie.

### Terug naar de top
In de jaren die volgden zou Valencia CF steeds hoog eindigen in de Liga en meedoen aan de Europese toernooien. In 1992 werd door het toenmalige management van president Arturo Tuzon de coach Guus Hiddink gecontracteerd. Ook werd het nieuwe sportcomplex "Ciudad Deportiva de Paterna" geopend door de club. Tuzon bracht Valencia CF nieuw leven door een goed economisch en sportief beleid. Valencia CF zou in de komende jaren spelers als Predrag Mijatović en Gaizka Mendieta hun debuut laten maken, twee van de beste spelers van de jaren negentig voor Valencia CF. Onder het bewind van president Francesco Roig kwam Luis Aragonés in 1995 als coach naar de club. Claudio el Piojo López, Romário en Ariel Ortega kwamen in de jaren daarna naar de stad om in het shirt van Valencia CF te spelen. In 1998 werd Claudio Ranieri als coach gecontracteerd, die in 1999 Valencia CF naar de eerste prijs sinds jaren bracht: de Copa del Rey. Op 26 juni versloeg Valencia CF in de finale Sevilla met 3-0 door twee goals van Claudio López en één beeldschoon doelpunt van Mendieta. Een superteam met spelers als Cañizares, Angloma, Mendieta, Claudio López en Ilie speelden de sterren van de hemel. Tevens werd Mestalla uitgebreid tot grootte van een kleine 53.000 toeschouwers.
De euforie in Valencia werd alleen maar groter. In de lente van 1999 werd Héctor Cúper aangesteld om Claudio Ranieri op te volgen. Zijn meest opmerkelijk aankoop was Kily González, overgekomen van Boca Juniors. Verder werd het team aangevuld met de Spaanse talenten Gerard López en Francisco Farinós. Met dit team wist Cúper eerst de Supercopa te winnen, waarna hij de UEFA Champions League-finale haalde. Op weg naar de finale had Valencia CF overtuigend Lazio Roma in de kwartfinale (5-2, 0-1) en FC Barcelona in de halve finale (4-1, 1-2) uitgeschakeld. In de finale in Parijs werd echter redelijk kansloos met 3-0 verloren van Real Madrid. Een jaar later mocht Valencia CF weer aantreden in de finale met nieuwe spelers als Ayala, Carew, Baraja en Fábio Aurelio. In de eindstrijd tegen Bayern München was de stand na 120 minuten 1-1 na twee benutte strafschoppen voor beide teams, en strafschoppen moesten de uitslag bepalen. Valencia CF miste tweemaal en verloor wederom de finale.

### 2001-2004: Vernieuwd succes
Na de finales werden enkele sterspelers verkocht en nieuwe spelers gehaald, waarmee moest worden gebouwd aan een machtige Valencia CF dat prijzen kon pakken. Het aantrekken van coach Rafael Benitez luidde de succesvolste jaren van de club in. In 2001/2002 werd Valencia CF kampioen van Spanje met nieuwe spelers als Marchena, De los Santos, Salva Ballesta en Rufete. Na het kampioenschap, het eerste in decennia, volgde een minder jaar, maar in 2003/2004 werd Valencia CF niet alleen kampioen van Spanje, maar won het ook de UEFA Cup. In Göteborg op 20 mei 2004 werd Olympique Marseille verslagen met 2-0 dankzij goals van Mista en Vicente. Honderdduizenden fans van Valencia CF stroomden na het kampioenschap, de UEFA Cup en Europese Supercup-winst naar Mestalla en het gemeentehuis om hun helden te eren, in het jaar wat geldt als het beste jaar ooit in de clubgeschiedenis.

### 2005–2014: Wisselvallig tijdperk
Na het beste jaar ooit diende coach Benítez zijn ontslag in na onenigheid met het bestuur. Hij werd opgevolgd door Ranieri, die Valencia naar een erbarmelijke zevende plek in de Liga leidde. Hij werd daardoor ontslagen en korte tijd vervangen door Antonio López, zijn oude assistent. López werd na enkele maanden vervangen door de jonge Quique Sánchez Flores. Het seizoen 2005/2006 stond in het teken van herstel na de dramatische situatie onder Ranieri en Valencia eindigde op een wonderbaarlijke derde plek, wat recht gaf op de derde voorronde van de Champions League. Mede door zeer sterke aankopen als David Villa, Miguel, Morientes en Joaquín was Valencia CF in de seizoenen 2005/2006 en 2006/2007 weer een van de sterkste teams in de Primera División. Villa was in seizoen 2005/2006 met 25 goals tweede topscorer van Spanje, achter Samuel Eto'o van FC Barcelona. Ook jongelingen en jeugd-internationals als Raúl Albiol, David Silva en Jaime Gavilán zorgen voor versterkingen bij Valencia CF. Onder het bewind van president Juan Soler is veel geld in de club gestoken. Ook werden de plannen goedgekeurd om met de bouw van Nou Mestalla voor 73.000 toeschouwers te beginnen, maar realisatie liet jaren op zich wachten.
Eind oktober 2007 werd Ronald Koeman benaderd door Spaanse topclub Valencia om per direct de ontslagen Quique Sanchez Flores op te volgen, en accepteerde deze baan. Hij liet PSV achter als koploper in de competitie en meldde al dat "er nog grotere clubs dan Valencia" in Spanje zijn. Zijn begintijd bij Valencia was echter weinig succesvol. Onder zijn leiding werd de ploeg uitgeschakeld voor de Champions League en wist zij zelfs niet te overwinteren in de UEFA Cup. Tot aan de winterstop behaalde Koeman in de competitie slechts één overwinning, en zag zijn ploeg in slechts twee wedstrijden tot scoren komen.
Dramatisch was de 0-3 nederlaag tegen het Barcelona van oud-collega Frank Rijkaard. De eerste witte zakdoeken (oproep tot het vertrek van Koeman) verschenen op de tribunes. Ook nam Koeman na enkele weken de controversiële beslissing clubiconen Cañizares, Albelda en Angulo definitief uit de selectie te verwijderen. Vervolgens benaderde hij een speler van PSV zonder eerst PSV in te lichten en trok Hedwiges Maduro aan van Ajax.
Op 16 april 2008 veroverde Koeman wel de Copa del Rey (Spaanse Beker) door met 3-1 van Getafe CF te winnen. Op 21 april besloot Valencia om Koeman per direct te ontslaan. Unai Emery werd zijn opvolger en stond vier seizoenen aan het hoofd van Valencia. Hierin bereikte hij drie seizoenen op rij de Champions League door driemaal op de derde plaats te eindigen. Vanaf de zomer van 2012 was Mauricio Pellegrino de nieuwe hoofdcoach van Valencia CF, maar door slechte prestaties haalde hij de kerst niet. Ernesto Valverde, oud-coach van onder meer Villarreal CF en Olympiakos, werd in december gepresenteerd als zijn vervanger.
Na het seizoen 2012/2013 stapte Ernesto Valverde op als coach van Valencia om bij zijn jeugdclub Athletic Bilbao te tekenen. Voorzitter Amadeo Salvo stelde de voormalige centrale verdediger van Los Che, Miroslav Đukić, aan als nieuwe coach. Na een teleurstellend seizoensbegin en een negende plaats in de Primera División werd er besloten om Đukić aan de deur te zetten. Voormalig Valencia-spits Juan Antonio Pizzi nam het roer over. Hij leidde de club naar een teleurstellende achtste plaats in de competitie, maar een hoopgevende halve finale in de UEFA Europa League

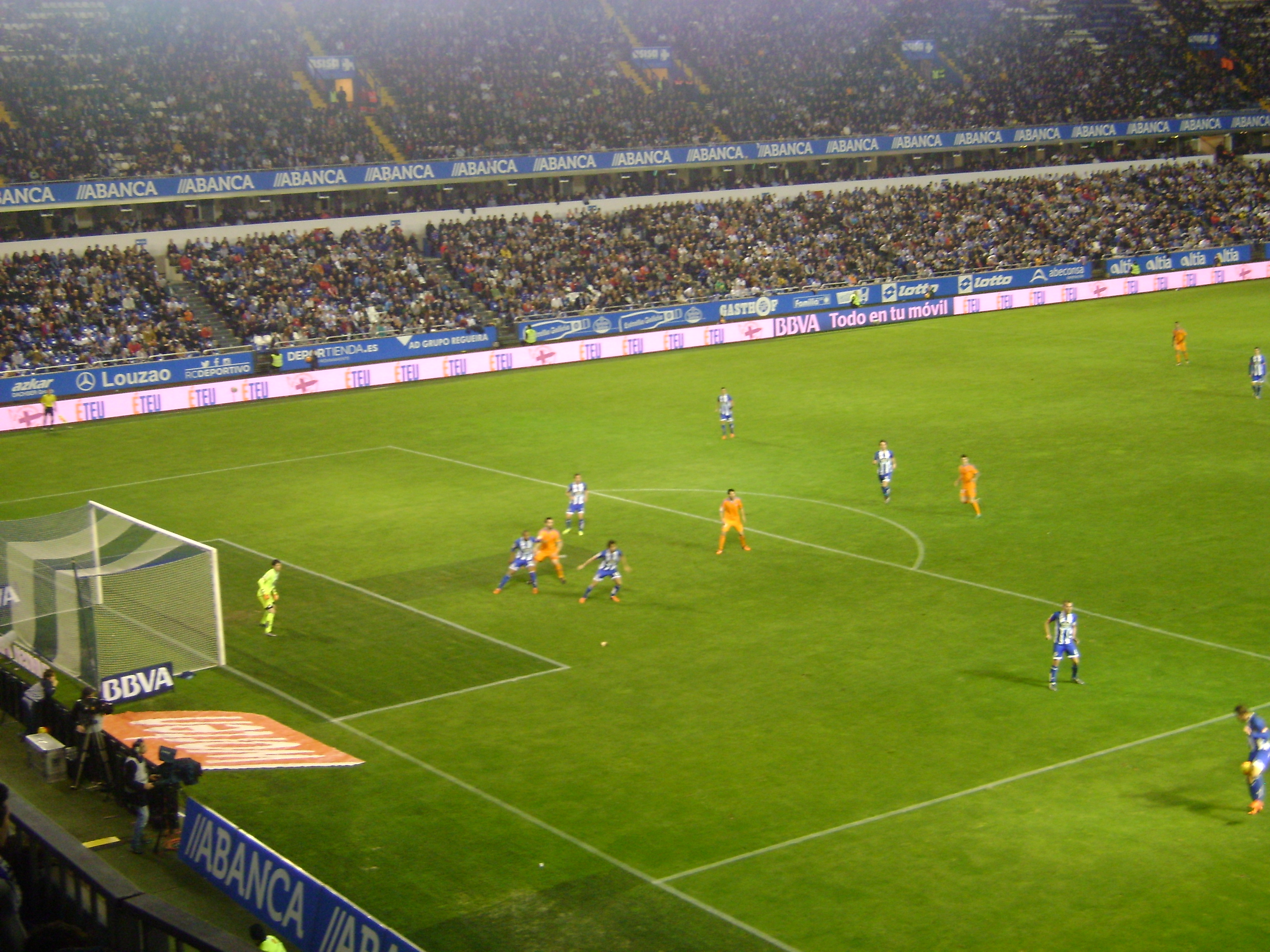
Deportivo de La Coruña vs. Valencia CF.

### 2014–heden: Aftakeling onder het eigenaarschap van Peter Lim
Na jarenlange financiële problemen kondigde de club op 17 mei 2014 aan dat de Singaporese miljardair Peter Lim de nieuwe hoofdaandeelhouder van de club is. De zakenman bezit vanaf heden 70,4% van de aandelen. Verwacht wordt dat hij een serieuze investering zal doen in de ploeg, een budgetverhoging zal doorvoeren en Mestalla te verkopen om zo ook Nuevo Mestalla af te bouwen tegen ten laatste 2019, wanneer de club 100 jaar zal bestaan.

## Rivaliteit
In de stad Valencia zijn twee professionele voetbalclubs, Valencia CF en Levante UD. Hoewel de twee clubs "rivalen" zijn, is er een goede band tussen beide clubs en zijn er gezamenlijke projecten. Tussen de supporters is de rivaliteit wel degelijk aanwezig. De Valencianistas worden door de Levante-aanhangers Los Xotos genoemd, wat staat voor de geiten. De Levante-aanhang wordt op zijn beurt weer Las Granotas, wat staat voor de kikkers. Door recent succes van nabijgelegen Villarreal CF in Spanje, wordt Villarreal CF als grote rivaal beschouwd in de Primera División. De derby tussen beiden is ieder jaar weer een spannende wedstrijd doordat beide teams goed gepresteerd hebben de afgelopen jaren.

## Financiële situatie
Valencia CF is in de jaren 80 bijna failliet gegaan door grote schulden. In 2002 dreigde dit weer te gebeuren met de club. De club had in 2004 nog 102 miljoen euro schuld, met een omzet van rond de 90 miljoen euro in seizoen 2005/2006. Schulden zijn vooral door mismanagement en steeds hogere salarissen van spelers. Valencia betaalde in 2005 rond de 85 miljoen euro aan salarissen, in 2006 is dit teruggedrongen tot 82 miljoen euro. Mede door de hoge salarissen is afgelopen jaar een maximumsalaris van 1,5 miljoen euro per jaar vastgesteld per (nieuwe) speler. In de zomer van 2006 werd ongeveer 48 miljoen euro uitgegeven aan het aantrekken van nieuwe spelers, waaronder Joaquín (28 miljoen), Morientes (5 miljoen), Del Horno (6 miljoen) en Tavano (9 miljoen). President Soler heeft aangegeven, mocht Valencia de gehele sommen niet kunnen betalen, een deel van de kosten te dekken met eigen kapitaal. Valencia CF heeft door deze aankopen ruim 20 miljoen besteed boven het budget, en hoopt dit terug te verdienen door extra inkomsten uit de Champions League. Valencia heeft voor seizoen 2006/2007 de omzet begroot op rond de 115 miljoen euro.
Ook is met de verkoop van Mestalla enkele honderden miljoenen gemoeid. Voor het nieuwe stadion is ruim 350 miljoen euro nodig om het te bouwen, en met het totale project zal Valencia CF 100 miljoen euro netto verdienen, doordat de gemeente Valencia meebetaalt aan de kosten. De grond van het huidige Mestalla is alvast verdeeld in verschillende delen bestemd voor groen en appartementencomplexen. Per stuk worden dezen voor minimaal 90 miljoen euro verkocht, waar president Soler al het eerste deel heeft gekocht voor de minimumprijs. De financiële schuld zal dus door de verkoop van Mestalla en aanbouw van Nuevo Mestalla betaald worden. Mocht dit project niet geheel volgens financieel plan verlopen hoeft de club zich overigens geen zorgen te maken, president Soler is tevens eigenaar van de club en zijn waarde wordt geschat op minimaal 1,4 miljard euro.
Verder heeft Valencia plannen om een nieuw sportcomplex oftewel de Ciudad Deportiva, momenteel in Paterna, te bouwen. Hoofdsponsoren van Valencia CF zijn Toyota, Nike, Bancaja, Sanitas, Mahou, Coca-Cola en Llanera. Tevens heeft Valencia CF een krediet van 150 miljoen euro bij Bancaja gekregen in 2005.

### Presidenten
- 1919-1922: Jorge Mainar
- 1922: Francisco Vidal Muñoz
- 1922-1924: Ramón Leonarte Ribera
- 1924-1925: Pablo Verdeguer Comes
- 1925-1929: Facundo Pascual Quilis
- 1929-1932: Juan Giménez Cánovas
- 1932-1933: Manuel García del Moral
- 1933-1935: Adolfo Royo Soriano
- 1935-1936: Francisco Almenar Quinzá
- 1939-1940: Alfredo Giménez Buesa
- 1940-1959: Luis Casanova Giner
- 1959-1961: Vicente Iborra Gil
- 1961-1973: Julio de Miguel y Martínez de Bujanda
- 1973-1975: Francisco Ros Casares
- 1976-1983: José Ramos Costa
- 1983-1986: Vicente Tormo Alfonso
- 1986-1993: Arturo Tuzón Gil
- 1993-1994: Melchor Hoyos Pérez
- 1994-1997: Francisco Roig Alfonso
- 1997-2001: Pedro Cortés García
- 2001-2004: Jaime Ortí Ruiz
- 2004-2008: Juan Bautista Soler
- 2008: Agustín Morera
- 2008-2013: Manuel Llorente
- 2013: Vicente Andreu
- 2013-2015: Amadeo Salvo
- 2015-2022: Anil Murthy
- 2022-2025: Layhoon Chan
- 2025-heden: Kiat Lim

## Sponsors
| Periode    | Kledingsponsor | Shirtsponsor                     |
| ---------- | -------------- | -------------------------------- |
| 1980-1982  | adidas         |                                  |
| 1982-1985  | Ressy          |                                  |
| 1985-1990  | Rasan          | Caja Ahorros Valencia            |
| 1990-1992  | Puma           | Caja Ahorros Valencia            |
| 1992-1993  | Puma           | Mediterrania                     |
| 1993-1994  | Luanvi         | Mediterrania                     |
| 1994-1995  | Luanvi         | Cip                              |
| 1995-1998  | Luanvi         | Ford                             |
| 1998-2000  | Luanvi         | Terra Mítica                     |
| 2000-2001  | Nike           | Terra Mítica                     |
| 2001-2002  | Nike           | Metrored                         |
| 2002-2003  | Nike           | Terra Mítica                     |
| 2003-2008  | Nike           | Toyota / Panasonic Toyota Racing |
| 2008-2009  | Nike           | valencia experience              |
| 2009-2011  | Kappa          | Unibet                           |
| 2011-2014  | Joma           | Jinko Solar                      |
| 2014-2016  | Adidas         | beIN Sports                      |
| 2016-2017  | Adidas         |                                  |
| 2017-2019  | Adidas         | BLU Products                     |
| 2019-2020  | Puma           | bwin                             |
| 2021-2022  | Puma           | SOCIOS.COM                       |
| 2022-heden | Puma           | Cazoo                            |

## Erelijst
| Internationaal                     |    |                                                |
| European Cup Winners' Cup          | 1x | 1980                                           |
| UEFA Cup                           | 1x | 2004                                           |
| Europese Supercup / UEFA Super Cup | 2x | 1980, 2004                                     |
| UEFA Intertoto Cup                 | 1x | 1998                                           |
| Pequeña Copa del Mundo             | 1x | 1966                                           |
| Jaarbeursstedenbeker               | 2x | 1962, 1963                                     |
| Nationaal                          |    |                                                |
| Primera División                   | 6x | 1942, 1944, 1947, 1971, 2002, 2004             |
| Copa Eva Duarte / Copa del Rey     | 8x | 1941, 1949, 1954, 1967, 1979, 1999, 2008, 2019 |
| Supercopa de España                | 1x | 1999                                           |
| Segunda División                   | 2x | 1931, 1987                                     |

## Eindklasseringen
- 1940 8e
Primera División
- 1941 3e
Primera División
- 1942 1e
Primera División
- 1943 7e
Primera División
- 1944 1e
Primera División
- 1945 5e
Primera División
- 1946 6e
Primera División
- 1947 1e
Primera División
- 1948 2e
Primera División
- 1949 2e
Primera División
- 1950 3e
Primera División
- 1951 3e
Primera División
- 1952 5e
Primera División
- 1953 2e
Primera División
- 1954 3e
Primera División
- 1955 5e
Primera División
- 1956 6e
Primera División
- 1957 11e
Primera División
- 1958 4e
Primera División
- 1959 4e
Primera División
- 1960 9e
Primera División
- 1961 5e
Primera División
- 1962 7e
Primera División
- 1963 7e
Primera División
- 1964 6e
Primera División
- 1965 4e
Primera División
- 1966 9e
Primera División
- 1967 6e
Primera División
- 1968 4e
Primera División
- 1969 5e
Primera División
- 1970 6e
Primera División
- 1971 1e
Primera División
- 1972 2e
Primera División
- 1973 7e
Primera División
- 1974 10e
Primera División
- 1975 12e
Primera División
- 1976 10e
Primera División
- 1977 6e
Primera División
- 1978 4e
Primera División
- 1979 7e
Primera División
- 1980 6e
Primera División
- 1981 4e
Primera División
- 1982 5e
Primera División
- 1983 15e
Primera División
- 1984 12e
Primera División
- 1985 9e
Primera División
- 1986 16e
Primera División
- 1987 1e
Segunda División
- 1988 14e
Primera División
- 1989 3e
Primera División
- 1990 2e
Primera División
- 1991 7e
Primera División
- 1992 4e
Primera División
- 1993 4e
Primera División
- 1994 7e
Primera División
- 1995 10e
Primera División
- 1996 2e
Primera División
- 1997 10e
Primera División
- 1998 9e
Primera División
- 1999 4e
Primera División
- 2000 3e
Primera División
- 2001 5e
Primera División
- 2002 1e
Primera División
- 2003 5e
Primera División
- 2004 1e
Primera División
- 2005 7e
Primera División
- 2006 3e
Primera División
- 2007 4e
Primera División
- 2008 10e
Primera División
- 2009 6e
Primera División
- 2010 3e
Primera División
- 2011 3e
Primera División
- 2012 3e
Primera División
- 2013 5e
Primera División
- 2014 8e
Primera División
- 2015 4e
Primera División
- 2016 12e
Primera División
- 2017 12e
Primera División
- 2018 4e
Primera División
- 2019 4e
Primera División
- 2020 9e
Primera División
- 2021 13e
Primera División
- 2022 9e
Primera División
- 2023 16e
Primera División
- 2024 9e
Primera División
- 2025 12e
Primera División

- Primera División
- Segunda División

## Valencia CF in Europa
Valencia CF speelt sinds 1961 in diverse Europese competities. Hieronder staan de competities en in welke seizoenen de club deelnam. De edities die Valencia heeft gewonnen zijn dik gedrukt:
- Champions League (12x)

1999/00, 2000/01, 2002/03, 2004/05, 2006/07, 2007/08, 2010/11, 2011/12, 2012/13, 2015/16, 2018/19, 2019/20
- Europacup I (1x)

1971/72
- Europa League (5x)

2009/10, 2011/12, 2013/14, 2015/16, 2018/19
- Europacup II (3x)

1967/68, 1979/80, 1980/81
- UEFA Cup (14x)

1972/73, 1978/79, 1981/82, 1982/83, 1989/90, 1990/91, 1992/93, 1993/94, 1996/97, 1998/99, 2001/02, 2003/04, 2004/05, 2008/09
- UEFA Super Cup (1x)

1980
- Intertoto Cup (2x)

1998, 2005
- Jaarbeursstedenbeker (9x)

1961/62, 1962/63, 1963/64, 1964/65, 1965/66, 1966/67, 1968/69, 1969/70, 1970/71
Bijzonderheden Europese competities:
| Bijzonderheid                 | Datum      | Tegenstander  | Uitslag | Plaats    | Naam          | Aantal |
| ----------------------------- | ---------- | ------------- | ------- | --------- | ------------- | ------ |
| Grootste overwinning          | 23-11-2011 | KRC Genk      | 7-0     | Valencia  |               |        |
| Grootste nederlaag            | 02-11-1993 | Karlsruher SC | 0-7     | Karlsruhe |               |        |
| Speler met meeste wedstrijden | 06-03-2013 |               |         |           | David Albelda | 101    |
| Speler met meeste doelpunten  | 01-04-2010 |               |         |           | David Villa   | 17     |

UEFA Club Ranking: -- (24-09-2024)

## Bekende (voormalige) trainers/spelers

### Spanjaarden
- Luis Aragonés
- Rafael Benítez
- Isco
- Quique Sánchez Flores
- Fernando Morientes
- Juan Mata
- David Silva
- David Villa

### Nederlanders
- Guus Hiddink
- Lion Kaak
- Ronald Koeman
- Patrick Kluivert
- Hedwiges Maduro
- Johnny Rep
- Faas Wilkes
- Jasper Cillessen
- Justin Kluivert

### Belgen
- () Zakaria Bakkali
- Michy Batshuayi

### Overig
- Pablo Aimar
- Paulo Gazzaniga
- Mario Kempes
- Ariel Ortega
- Frank Arnesen
- Miodrag Belodedici
- Andrés Guardado
- Steve Mokone
- Héctor Núñez
- Claudio Ranieri
- () Mathew Ryan
- Gary Neville
- Nikola Žigić